# Трюммерфрау

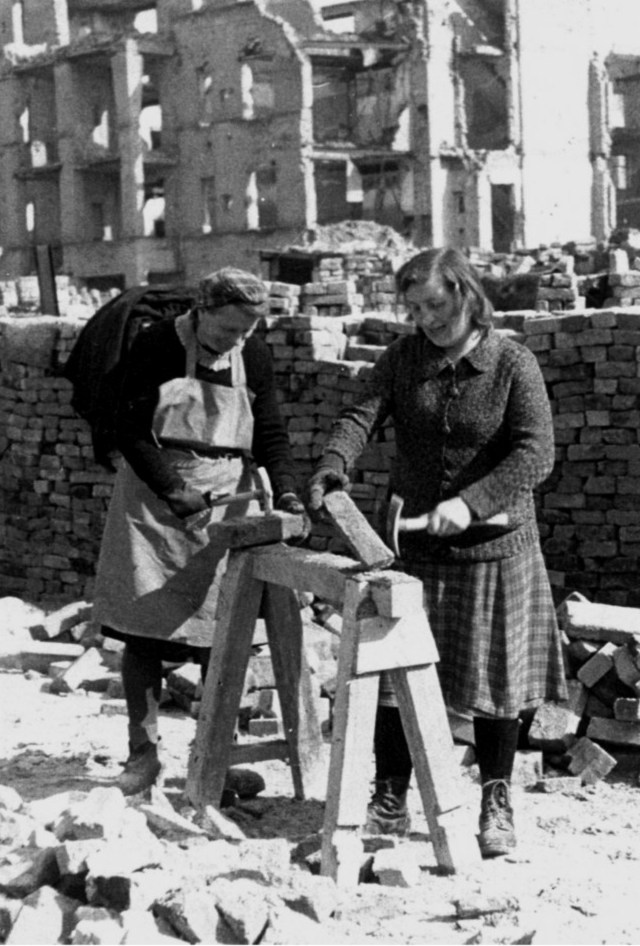
Трюммерфрауэн в Берлине

Трю́ммерфрау (нем. Trümmerfrau — букв. «женщина на руинах») — название на немецком языке женщин, которые в годы после Второй мировой войны участвовали в расчистке и реконструкции пострадавших от бомбардировок противника городов Германии и Австрии. Один из символов восстановления послевоенной Германии.

## История
От воздушных налётов пострадали сотни городов, а многие мужчины погибли на войне или находились в плену, поэтому женщины составляли значительную часть среди тех, кто проводил восстановительные работы. По некоторым оценкам, необходимо было расчистить около 400 млн кубометров мусора. Уже в конце 1945 года оккупационные власти во всех зонах оккупации Германии и Австрии начали привлекать к работам женщин в возрасте от 15 до 50 лет. Женщины были организованы в колонны численностью в 10 — 20 человек. В их обязанности входил в том числе снос зданий, безусловно не подлежащих восстановлению; какая-либо техника в этой работе практически не использовалась, а основными инструментами были кирки, ручные лебёдки, вёдра.
Деятельность трюммерфрау была высоко оценена западногерманским правительством: в 1952 году федеральный президент ФРГ Теодор Хойс наградил 32 бывших трюммерфрау и 17 мужчин орденом «За заслуги перед Федеративной Республикой Германия», в современных Германии и Австрии им установлены памятники во многих городах. Писатель Харальд Йенер в своей книге «Время волка» (2019), повествующей о жизни Германии с 1945 по 1955 годы, рассматривал трюммерфрау как своего рода «послевоенных фей». По его мнению, если «руины были фотогеничны, то трюммерфрау и подавно».
Со временем миф о ведущей роли женщин в восстановлении послевоенной Германии стал оспариваться. Историк Леони Требер (Leonie Treber) в своей диссертации писала, что выпячивание роли женщин в расчистке страны от разрушений ошибочна. «Собственными силами было что-то противопоставлено национал-социализму. К сожалению, это было не совсем так». Она сделала свои выводы на основе исследования деятельности трюммерфрау в одиннадцати немецких городах. По её мнению, это прежде всего берлинское и восточногерманское явление: «Просто забывают о том, что снимки, которые мы сегодня знаем, практически все сделаны в Берлине и в советской оккупационной зоне, и что женщины делали это вовсе не добровольно». В 2014 году на основе диссертации была опубликована монография Требер «Миф: женщины руин» (Mythos Trümmerfrauen), где она настаивала на том, что женщины играли лишь второстепенную роль в расчистке завалов. По её данным, даже в Берлине, где на разборе завалов насчитывалась около 60 000 женщин, их численность составляла всего пять процентов берлинок. Таким образом, говорить о массовом характере является преувеличением. Ещё меньше цифры были в британской оккупационной зоне, где было задействовано только 0,3 процента горожанок. Процесс разбора руин не был хаотичный, ими занимались строительные компании, в распоряжении которых находилось необходимое оборудование. На тяжёлые работы отправляли заключённых, военнопленных, нацистов.  